# Reverenda
Reverenda je kleričko odjelo koje nose svećenici, biskupi, đakoni katoličke, pravoslavne, anglikanske, protestanske crkve.

## Porijeklo naziva
Reverenda dolazi od latinske riječi vestis talaris što znači tunika do gležnja, jer dužina reverende je do gležnja kao što su habiti redovnika i redovnica.

## Povijest
Reverenda potječe iz starog Rima kao tunika koja se nosila ispod toge. U bogoslužju ona se nosi ispod albe.

## Reverende Katoličke Crkve
Reverenda dolazi u velikom broju stilova i krojeva, iako nema nekakvu posebnu simboliku. Rimska reverenda često sadržava trideset i tri dugmadi koje podsjećaju na Isusove godine života. Boja reverende odnosi se na hijerarhiju crkve. obični svećenici nose crne reverende, ako svećenik nosi reverendu s ljubičastim dugmadima, on je kapelan njegove svetosti, kanonik i prelat Rimske kurije. Biskupi i kardinali imaju civilne reverende koje imaju crvene dugmiće, a korske reverende za biskupe su ljubičaste, a kardinalske crvene. Korsku reverendu još umjesto biskupa nosi i prelat Rimske kurije.
|      |          |        |                                   |                          |
| Papa | Kardinal | Biskup | Kapelan njegove Svetosti Kanonici | Svećenik/Đakon/ Bogoslov |

## Reverende Anglikanske Crkve
Reverende Anglikanske Crkve za razliku od rimokatoličkih reverendi nemaju dugmat s prednje strane nego se nalaze ispod materijala i to samo jedno dugme u sredini. Dugmad je veličine 12-15 cm i na reverendi ima 39 dugmadi koji se ne vide za razliku od rimske reverende
|        |         |                         |
| Biskup | Kanonik | Svećenik/Đakon/Bogoslov |

## Reverende u Istočnim Crkvama

### Pravoslavna i grkokatolička Crkva
|        |                    |                    |                                 |       |                       |
| Biskup | Svećenik arhiđakon | Svećenik (Oženjen) | Jeromonah (celibatski svećenik) | Monah | Pjevač/Subđakon/Đakon |

### Sirijska i koptska Crkva
|                    |                 |                  |                   |                          |
| Sirijski patrijarh | Sirijski biskup | Koptski svećenik | Sirijski svećenik | Koptski i sirijski monah |

## Vanjske poveznice
- Kategorija:Reverende